# Gobierno de Mariano Herencia Zevallos
El gobierno de Mariano Herencia-Zevallos en el Perú surgió para completar el periodo presidencial del presidente José Balta, que fuera asesinado durante la rebelión de los coroneles Gutiérrez. A Herencia Zevallos le correspondía el mando por ser el primer vicepresidente de la República. Su gobierno duro solo siete días: de 27 de julio a 2 de agosto de 1872, antes de traspasar el mando al electo presidente Manuel Pardo y Lavalle.

## Mariano Herencia Zevallos
Mariano Herencia Zevallos (1820-1873) fue un militar cuzqueño. Ingresó en el ejército en 1838, actuando en la segunda campaña restauradora contra el gobierno confederado de Andrés de Santa Cruz. Como subprefecto y comandante de Apurímac apoyó la revolución constitucional de Ramón Castilla contra el Directorio de Manuel Ignacio de Vivanco (1843-1844). Todavía ejercía dicho cargo cuando pasó al Cuzco para apoyar la revolución liberal de 1854 del mismo Castilla contra el presidente José Rufino Echenique. Fue luego diputado, prefecto de Huancavelica y comandante de la IV División del Cuzco. En 1859 conspiró contra el gobierno de Castilla, pero fracasó y se retiró a sus negocios personales. Regresó al servicio a raíz de la rebelión del coronel Mariano Ignacio Prado contra el gobierno de Juan Antonio Pezet (1865). Nombrado prefecto del Callao, estuvo presente en el combate del 2 de mayo de 1866. En 1868 fue elegido senador y primer vicepresidente de la República del gobierno de José Balta, siendo segundo vicepresidente el general Francisco Diez-Canseco Corbacho.

## Antecedentes: La rebelión de los Gutiérrez
El 22 de julio de 1872 estalló la rebelión de los coroneles Gutiérrez. Estos eran cuatro hermanos, el mayor de los cuales, Tomás Gutiérrez, se proclamó Jefe Supremo. El motivo del alzamiento fue el temor de estos militares de perder las prerrogativas que tenían, en vista del triunfo en las recientes elecciones del candidato civil Manuel Pardo y Lavalle. El presidente Balta fue apresado y encerrado en el cuartel de San Francisco. El golpe de Estado tuvo un trágico desenlace: Balta fue asesinado mientras dormía en su celda y tres de los hermanos Gutiérrez fueron linchados en las calles por la muchedumbre enardecida, siendo sus cadáveres colgados de las torres de la Catedral de Lima.

## El gobierno de Herencia Zevallos
Producida la muerte del presidente Balta, el general Francisco Díez-Canseco ocupó provisionalmente la presidencia del Perú en su calidad de segundo vicepresidente, mientras que la ciudadanía seguía luchando contra los Gutiérrez en las calles de Lima. En la noche del 26 de julio de 1872 se presentó en Palacio de Gobierno el coronel Herencia Zevallos, quien por ser el primer vicepresidente era al que constitucionalmente le correspondía asumir la presidencia. Diez Canseco le entregó el mando y recibió a la vez la misión de debelar la insurrección de los Gutiérrez.
Sofocada la revuelta de los Gutiérrez, Herencia Zevallos pasó a organizar su gobierno. Su gabinete ministerial estaba presidido por Juan Antonio Ribeyro, rector de la Universidad de San Marcos, que se puso a la cabeza del Ministerio de Relaciones Exteriores. Los demás ministros eran los siguientes:
- Manuel Morales (Gobierno).
- José Eusebio Sánchez Pedraza (Justicia).
- José de la Riva Agüero y Looz Corswarem (Hacienda)
- Francisco Diez-Canseco Corbacho (Guerra).[3]

A este breve gobierno le correspondió preparar la transferencia del poder a Manuel Pardo y Lavalle, primer presidente civil de la historia peruana, elegido por votación popular. El 1 de agosto de 1872, el Congreso de la República del Perú proclamó a Pardo presidente electo por haber obtenido la mayoría absoluta de los votos en los colegios electorales. La juramentación de Manuel Pardo se realizó el 2 de agosto de 1872, en medio de una apoteósica ceremonia realizada en el recinto del Congreso.
En cuanto a Herencia Zevallos, tuvo un trágico final. No obstante haber acatado la elección de Pardo, fue acusado de conspirar contra el nuevo gobierno, siendo apresado y trasladado hacia una remota región fronteriza, donde fue asesinado por sus mismos custodios (2 de febrero de 1873).